# Carlos Solari
Carlos Alberto Solari  (Paraná, Entre Ríos, 17 de janeiro de 1949), conhecido como Indio Solari, é um cantor argentino. Ele foi o vocalista do grupo argentino Patricio Rey y sus Redonditos de Ricota, que existiu entre os anos de 1976 até 2001. Após o fim do grupo, iniciou a sua carreira solo acompanhado do grupo Los Fundamentalistas del Aire Acondicionado, grupo com o qual ele lançou o seu primeiro disco solo: El tesoro de los inocentes.

## Discografia
- El tesoro de los inocentes (bingo fuel) (2004)
- Porco Rex (2007)
- El Perfume de la tempestad (2010)
- Pajaritos, bravos muchachitos (2013)
- El ruiseñor, el amor y la muerte (2018)